# Altrincham
Altrincham (ˈɒltrɪŋəm, òltringam) és un poble amb mercat ara part de la ciutat de Trafford, a l'àrea metropolitana de Manchester, Anglaterra. Es troba a la plana al sud del riu Mersey a uns tretze quilòmetres al sud-oest del centre de Manchester, a 5 km al sud-sud-oest de Venta i 16 quilòmetres a l'est de Warrington. Al cens del 2001 del Regne Unit tenia una població de prop de 41.000 habitants.
Històricament era una part del comtat de Cheshire, Altrincham es va establir com una ciutat de mercat el 1290, quan la majoria de les comunitats es basaven en l'agricultura en lloc del comerç, i encara hi ha un mercat a la ciutat avui dia. El desenvolupament socioeconòmic es va incrementar més àdhuc amb l'ampliació del Canal de Bridgewater a Altrincham el 1765 i l'arribada del ferrocarril el 1849, estimulant l'activitat industrial a la ciutat. Pobles dels voltants van ser absorbits pel creixement posterior d'Altrincham, juntament amb els motius de Dunham Massey Hall, antiga residència del comte de Stamford, i ara una atracció turística amb tres edificis catalogats de grau I i un parc de cérvols.
Altrincham avui és una pròspera ciutat del viatger, en part a causa dels seus enllaços de transport. La ciutat té una presència de classe mitjana forta, i hi ha hagut un augment constant de la seva classe mitjana des del segle xix. És també la llar de l'Altrincham Football Club i una lliga d'hoquei: la Premier League d'hoquei sobre gel del club Manchester Phoenix.

## Història
No hi ha evidència d'activitat humana a l'àrea durant els temps prehistòrics, l'única troballa consistent es tracta de dues puntes de fletxa neolítica. A part d'una concentració d'artefactes prop de Dunham, poques són les troballes de l'època prehistòrica a Trafford. Allí es troben les restes d'una calçada romana que travessa la zona Broadheath de la ciutat. És part d'una de les principals vies romanes en el nord-oest d'Anglaterra, la connexió de les fortaleses legionàries de Chester (Deva Victrix) i York (Eboracum), va anar en ús durant un període d'arrencada preàmbuls, ja que mostra signes d'haver estat reparada. Després que els romans es van retirar de la Gran Bretanya a principis del segle v, els anglosaxons la van envair. El nom d'Altrincham apareix per primera vegada com Aldringeham probablement amb el significat granja de les persones Aldhere. El nom a Altrincham es va convertir en l'ortografia moderna, però en data tan tardana com el segle xix va ser escrit tant Altrincham com Altringham.

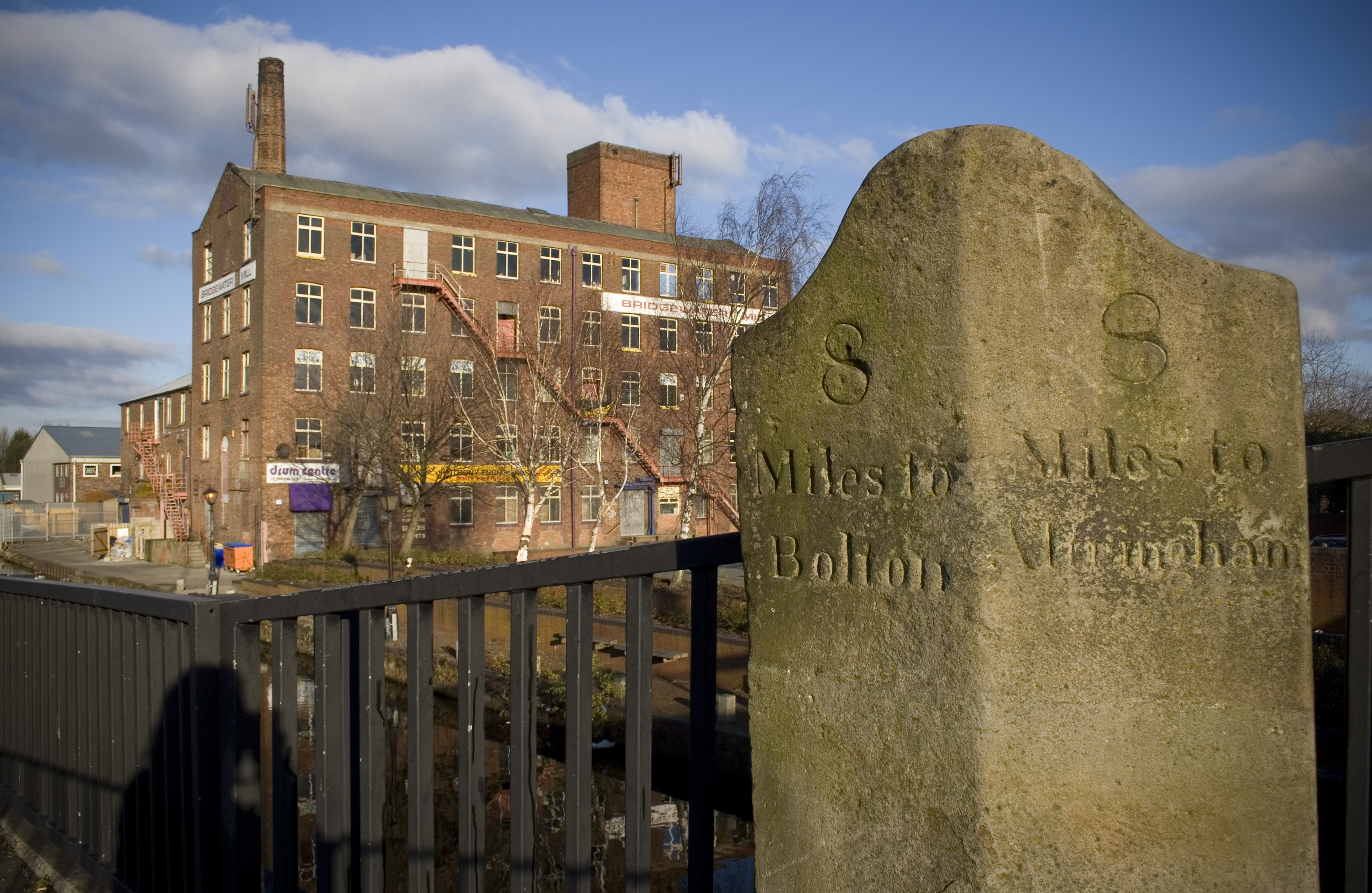
Una pedra mostran la inscripció "Altringham"

Fins a la invasió normanda, les cases pairals que envolten Altrincham eren propietat de l'Alweard thegn Saxon i després de la invasió es van convertir en propietat de Massey Hamon fill il·legítim de Guillem de la Ferté-Macé. Altrincham no s'esmenta en el Llibre de Domesday que va registrar dades de totes les ciutats angleses pel que la primera referència documentada de la ciutat data de 1290, quan se li va atorgar la seva carta com una ciutat lliure pel baró Hamon Massey V. La carta permetia un mercat setmanal, a manera de celebració, i és possible que Massey hagi establert la ciutat per generar ingressos dels impostos al comerç i els peatges, la qual cosa suggereix Altrincham. Això va poder ser una ciutat de mercat previst i portaria una reparació inusual constantment en l'edat mitjana, quan la majoria de les comunitats eren de cultura agrícola. Altrincham va ser probablement triat com el lloc de la ciutat planificada, en lloc de Dunham, tot el que té la reparació protegida pel castell de Dunham, ja que tenia un bon accés a carreteres, amb facilitat de comerç.
La Fira de Altrincham es va convertir en la Fira de Sant Jaume o Samjam en 1319 i va continuar fins a 1895. Durant la seva existència la fira va tenir el seu propi tribunal de Pye en pols, (una corrupció del francès i significa "peus polvorers"), presidit per l'alcalde, era el lloc per resoldre les controvèrsies derivades de les relacions del dia En 1348 la ciutat comptava amb 120 parcel·les Burgage - propietat de la terra usada com una mesura d'estat i la importància en una zona -, xifra que va col·locar a la ciutat a l'altura de la localitat de Cheshire, a Macclesfield, i per sobre de Stockport i Knutsford. El primer domicili conegut en Altrincham va ser El Knoll, a Stamford Street, prop del centre del que en aquells dies era una ciutat medieval i poc desenvolupada. Una excavació de 1983, sobre l'edifici demolit, fet pel Grup Arqueològic del Sud Trafford, va descobrir evidència que la casa que data del segle xiii o el XIV, i que pot haver contingut un pis compost per plantes seques de malteat. Durant la Guerra Civil anglesa, els homes de Altrincham van lluitar pel parlamentari sir George Booth i mentre la batalla estava en peus, els exèrcits van acampar en les planes properes de Bowdon en diverses ocasions.

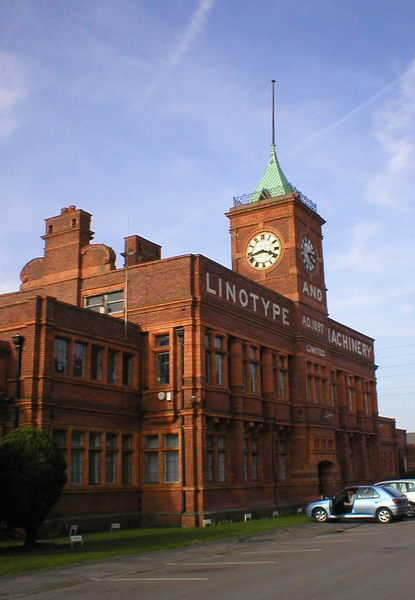
Edifici de Linotype en Broadheath

En 1754, un tram de carretera al sud d'Altrincham, al llarg del Manchester i dirigida a la ruta Chester, es va tornar un turnpiked, amb aquest terme es designava a les carreteres de peatge, que tributen els passatgers per al manteniment de la ruta. Altres seccions van ser convertides en turnpiked en 1765 a partir de Timperley i Venda, i en 1821 Stockport. El manteniment dels camins passa a les autoritats locals en 1888, encara que per llavors la majoria dels fideïcomisos de peatge ja havia disminuït. La connexió del canal de Bridgewater a Altrincham, en 1765, va estimular el desenvolupament de l'horticultura, i durant molts anys Altrincham es va destacar per les verdures i fruits vegetals. En 1767, els magatzems s'havien construït al costat del canal en Broadheath, el primer pas per al desenvolupament de Broadheath amb una zona industrial i el començament de la industrialització d'Altrincham. El canal estava connectat el 1776 amb el riu Mersey i per això el poble sempre va comptar no només amb dues vies d'aigua: una a Manchester, i una altra al mar d'Irlanda.
El primer tren va sortir d'Altrincham el 20 de juliol de 1849, i portava 65 passatgers. Amb els seus nous enllaços ferroviaris, Altrincham i els seus voltants es van convertir en llocs desitjables per a les classes mitjanes i els rodamons. Entre 1851 i 1881 la població va augmentar de 4.488 a 11.250 habitants a la zona industrial de Broadheath, que abasta al voltant d'1 km², fundada en 1885 per Harry Grey, vuitè comte de Stamford, per atreure a les empreses. En 1900 Broadheath tenia els seus propis molls, magatzems i estacions de generació d'electricitat. La proximitat del lloc als enllaços de ferrocarril, canals i camins va resultar atractiu per a les companyies que feien les màquines d'eines, càmeres fotogràfiques i màquines de molta. La presència d'empreses com Sand Blast Tilghmans, i la Companyia i les màquines Linotype, va resultar favorable per Broadheath que es va establir com una zona industrial de prestigi nacional. En 1914, catorze empreses operaven en Broadheath, emprant a milers de treballadors. Una d'elles va ser la Companyia Mesurador Budenberg. Linotype també va crear 172 llars dels treballadors prop de la seva fàbrica, ajudant a atendre l'auge de la població creada per la industrialització de Broadheath. Entre 1891 i 1901 la població d'Altrincham va augmentar en un 35%, passant de 12.440 a 16.831.
Des del segle XX d'ara endavant, va haver-hi pocs canvis a Altrincham. Encara que la ciutat va ser testimoni d'alguns dels atacs de la Luftwaffe en el Gran Manchester, va emergir de la guerra relativament indemne, i com la resta de la Gran Bretanya, va experimentar un auge econòmic. Això es va manifestar en la construcció de nous habitatges i la reconstrucció de la dècada de 1960 del centre de la ciutat. No obstant això, durant la dècada de 1970 l'ocupació en el Broadheath va disminuir gairebé un 40%.

## Govern
Altrincham es va convertir en una ciutat lliure, un municipi d'autogovern, quan li va ser concedida una carta al juny de 1290 pel senyor de la mansió, de Hamon Massey V. La carta va permetre la creació d'un gremi de comerciants, dirigit per burgesos de la ciutat dels impostos que passen per la ciutat. Els burgesos eren homes lliures que vivien a la ciutat. La ciutat va ser governada per un Tribunal Leet i va triar a un alcalde almenys des de 1452. Entre les responsabilitats de la cort, les principals d'aquest moment d'ara endavant, van anar de manteniment de la pau pública i la regulació dels mercats i fires.
La ciutat no era una de les reformades per la Llei de Corporacions Municipals de 1835, i va continuar existint sota el control del senyor de la mansió i el Tribunal Leet fins a la seva abolició definitiva el 1886. La Llei de Salut Pública de 1848 va portar a la creació de la Junta Local d'Altrincham de Salut en 1851 per fer front a les condicions d'insalubritat creades per la creixent població de la ciutat. la primera junta directiva fou com en Trafford. La junta local es va transformar en una zona urbana, consell de districte al comtat administratiu de Cheshire en la Llei de Govern Local de 1894.
La zona urbana del districte es va ampliar el 1920 quan parts de Carrington i Dunham Massey, parròquies civils, s'hi van afegir. Una major expansió va tenir lloc el 1936: Timperley Civil Parròquia va ser abolida i la major part de la seva àrea incorporada en Altrincham UD. Al mateix temps, va haver-hi un canvi de menor importància de les àrees amb Hale Urbà del Districte, d'una petita addició de Bowdon Urbà del Districte, i una altra porció substancial de Dunham Massey Parroquial Civil es va afegir. En 1937 a la zona urbana va rebre una carta de constitució i es va convertir en una ciutat municipal. A la nova ciutat se li va concedir un escut d'armes que van oferir referències heràldiques dels Masseys i comtes de Stamford. Amb l'aprovació de la Llei de Govern Local de 1972, els comtats administratius i comtats municipals van ser abolits i es va convertir Altrincham en part de la ciutat metropolitana de Trafford a Mánchester l'1 d'abril de 1974.
El Consell de Trafford és responsable de l'administració dels serveis locals, tals com a educació, serveis socials, l'urbanisme, la recollida de residus i l'habitatge social. L'àrea està dividida en set districtes electorals: Altrincham, Bowdon, Broadheath, Graners Hali, Hali central, Timperley, i el llogaret. Aquestes sales tenen 21 dels 63 escons en el Consell Trafford;. A partir de les eleccions de 2011 disset locals d'aquest tipus de cadires es van dur a terme pel Partit Conservador i quatre pels demòcrates liberals Altrincham estava en la circumscripció del mateix nom parlamentària que es va crear l'any 1885. Això va durar fins a 1945, quan va ser substituït per Altrincham i Venta. En 1997, aquesta al seu torn es va convertir en part del districte electoral de nova creació de Altrincham i Occident Venda. Des de la seva formació, Altrincham i Venda Occident ha estat representat en la Cambra dels comuns pel diputat conservador, Graham Brady.

## Demografia
| Comparacions de població   | Comparacions de població | Comparacions de població | Comparacions de població |
| -------------------------- | ------------------------ | ------------------------ | ------------------------ |
| Cens de Gran Bretanya 2001 | Altrincham               | Trafford                 | Anglaterra               |
| Població total             | 40,695                   | 210,145                  | 49,138,831               |
| Pell blanca                | 94.4%                    | 91.6%                    | 90.9%                    |
| Pell asiàtica              | 1.3%                     | 4.1%                     | 4.6%                     |
| Pell negra                 | 0.5%                     | 2.0%                     | 2.3%                     |

A partir del cens de 2001 del Regne Unit, la ciutat d'Altrincham tenia una població total de 40.695. Dels seus 27.900 habitatges, un 38,7% dels seus residents eren parelles casades que vivien juntes, 30,4% figura com la residència d'una sola persona, un 8,2% parelles que cohabiten i el 9,0 per cent les famílies monoparentals.
La densitat de la ciutat és 10.272 hab/3966 km², amb 94.8 homes per cada 100 dones. Dels 16 a 74 anys, un 21,7% no tenia cap formació acadèmica, similar al 21,3 per cent en totes les ciutats de Trafford, però inferior al 28,9 per cent a Anglaterra. En un 4,6%, Altrincham té una baixa proporció de persones no blanques. Els asiàtics són l'àrea més gran, minoria ètnica, en l'1,3 per cent de la població.